# 西田酒造店
株式会社西田酒造店（にしだしゅぞうてん）は、青森県青森市大字油川に本社および工場を置く日本酒の蔵元。

## 沿革
- 1878年（明治11年） - 創業
- 1974年（昭和49年） - 「田酒」純米酒発売
- 1984年（昭和59年） - 「田酒」山廃仕込、純米酒発売
- 1985年（昭和60年）
  - 「喜久泉」大吟醸発売
  - 「田酒」純米吟醸発売
- 1991年（平成3年） - 「田酒」純米大吟醸発売
- 1992年（平成4年） - 「田酒」純米吟醸、「古城乃錦」発売
- 2003年（平成15年） - 活性炭ろ過廃止
- 2007年（平成19年）
  - バストライザー設置による瓶火入れ自動化
  - アルコール添加酒をすべて吟醸酒に変える
- 2013年（平成25年）
  - 在庫倉庫新設
  - 瓶詰め工場・ライン新設
- 2014年（平成26年）
  - 精米工場新設
  - 瓶詰工場・充填機をレベルセンシングフィラに交換
  - 充填ラインをクリーンルーム化
- 2015年（平成27年） - 新酒母室、新醪蔵、新上槽室設置

## 営業情報
製造場
- 〒038-0059 青森県青森市大字油川字大浜46番地
- 定休日 - 土・日曜日・祝日
- 営業時間 - 不詳
- 見学 - 不可
- テイスティング - 不詳

## 商品
田酒
- 「田酒 純米大吟醸」斗壜取り - 山田錦40%精米
- 「田酒 純米大吟醸」山廃 - 山田錦40%精米
- 「田酒 純米大吟醸」山田錦40%精米
- 「田酒 純米大吟醸」四割五分 - 山田錦45%精米
- 「田酒 純米大吟醸」百四拾 - 華想い40%精米
- 「田酒 特別純米酒」山廃 - 華吹雪55%精米
- 「田酒 純米大吟醸」 - 華吹雪55%精米

喜久泉
- 「喜久泉 大吟醸」雫しぼり - 山田錦40%精米
- 「善知鳥 大吟醸」 - 山田錦40%精米
- 「善知鳥 大吟醸」百四拾 - 華想い35%精米
- 「喜久泉 大吟醸」 - 山田錦40%精米
- 「喜久泉 吟冠」吟醸造 - 華吹雪55%精米

## 受賞歴
全国新酒鑑評会
- 平成20酒造年度 - 「金冠 喜久泉」金賞受賞[2]
- 平成21酒造年度 - 「金冠 喜久泉」金賞受賞[3]
- 平成22酒造年度 - 「金冠 喜久泉」金賞受賞[4]
- 平成23酒造年度 - 「金冠 喜久泉」金賞受賞[5]
- 平成24酒造年度 - 「金冠 喜久泉」金賞受賞[6]
- 平成26酒造年度 - 「金冠 喜久泉」金賞受賞[7]
- 平成27酒造年度 - 「金冠 喜久泉」金賞受賞[8]
- 平成28酒造年度 - 「金冠 喜久泉」金賞受賞[9]
- 平成29酒造年度 - 「金冠 喜久泉」金賞受賞[10]
- 平成30酒造年度 - 「金冠 喜久泉」金賞受賞[11]
- 令和2酒造年度 - 「金冠 喜久泉」金賞受賞[12]
- 令和3酒造年度 - 「金冠 喜久泉」金賞受賞[13]
- 令和4酒造年度 - 「金冠 喜久泉」金賞受賞[14]

## 関連文献
- 『陸奥新報』「県内3酒造が酒米交換し醸造 来春発売へ」、2020年12月2日、2022年4月22日閲覧
- 『日本経済新聞』「青森の3酒造、蔵独自の酒米を交換し醸造」、2020年12月3日、2022年4月22日閲覧
- 『陸奥新報』「県内４酒造会社がプロジェクト」、2022年3月10日、2022年4月22日閲覧